# Música do Malawi
Malawi é um país no Sudeste da África, habitado por uma grande variedade de grupos étnicos; sendo os chewa o maior grupo. Em tempos modernos, poucas músicas do Malawi alcançaram renome internacional, embora o país tenha suas celebridades musicais que são bem conhecidas em alguns círculos estrangeiros.
Uma das principais causas da recente fusão musical no Malawi foi a Segunda Guerra Mundial, quando os soldados trouxeram música de terras distantes. Até o final da guerra, a guitarra e o banjo, ambos importados, foram os dois mais populares instrumentos nas bandas de dança.

## Kwela
No final dos anos 1960, a música kwela sul-africana era popular no Malawi; o país produziu suas próprias estrelas kwela, como Daniel Kachamba & His Kwela Band.
Bandas de jazz malawiano também se tornaram populares; apesar do nome, o jazz malawiano, tem pouco em comum com seu homônimo americano. Os músicos locais tocavam instrumentos acústicos, muitas vezes de forma tradicional, incluindo os Jazz Giants, Linengwe River Band, Mulanje Mountain Band e Chimvu Jazz. Até o início da década de 1970, a guitarras elétricas tornou-se comum e com a influência do cenário musical norte-americano, rock and roll, soul e funk, resultou em uma fusão chamada "Afroma". A banda New Scene, liderada por Morson Phuka, foi o expoente mais conhecido da "Afroma".
A década de 1980 viu soukous da República Democrática do Congo (então Zaire) se tornar popular, e resultar em uma variedade malawiana chamada kwasa kwasa. Música gospel também se tornou popular durante este período, e mais ainda na década de 1990. A visita de papa em 1989 fez muito para inspirar o aumento da música gospel, que também foi alimentada pela intensa pobreza do país. O Reggae também se tornou imensamente popular, especialmente ao longo da beira do lago cheio de turistas.
A música tradicional do Malawi também encontrou algum sucesso comercial, como os fusionistas folclóricos Pamtondo, cuja música usa ritmos dos povos Lomwe, Makuwa e Man'ganja. Também houve artistas mais tradicionalistas, como Alan Namoko.
Existe um Malawi Broadcasting Corporation, e ouvintes frequentes da "Radio One" saberão que os artistas estrangeiros preferidos do Malawi são Don Williams, Shaggy, e Sul africanas Lucky Dube e Brenda Fassie.